# 박승환 (1961년)
박승환(朴昇煥, 1961년 10월 8일 ~ 2014년 8월 28일)은 대한민국의 제7대 경상북도 청송군의원이다.

## 학력
- 구미전자공업고등학교 졸업

## 경력
- 현서면 선우회장
- 현서면 축구회장
- 한나라당 경북도당 청송군 지도위원회 위원
- 2014.07 ~ 2014.08 제7대 경상북도 청송군의회 의원

## 역대 선거 결과
|  | 10.87% |

|  | 20.51% |